# マフムード・キャーミル・パシャ

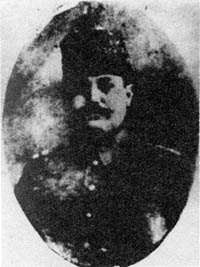
マフムード・キャーミル・パシャ

マフムード・キャーミル・パシャ（Mahmud Kâmil Paşa；1880年 - 1920年）は、オスマン帝国の軍人。最終階級は、「ミールリヴァー」 (Mirliva、准将)。

## 経歴
第一次世界大戦前、国防次官を務める。

## 第一次世界大戦への参加
1914年に第2軍司令官に任命。ハーフズ・ハック・パシャの死後、1915年中頃にカフカース戦域で行動する第3軍を指揮した。第3軍の再建に尽力し、1915年6月までに第3軍は兵士15万人と火砲360門を揃えた。
マフムード・キャーミルは、アブデュル・ケリム・パシャの打撃集団（約6万人）により、ロシア軍のカフカース軍の側面及び後方に進出することを決心した（ユーフラテス作戦）。7月22日、アブデュル・ケリム集団は、攻勢を開始し、初期段階では作戦は順調だった。しかしその後、集団は撃破され、8月13日までにユーフラテスに退却した。
1915年12月、ロシア軍のエルゼルム作戦開始時、休暇中であった。ロシア軍部隊が後方に進出してきた後、1916年1月3日に退却命令を下達し、残余部隊（約3万人、火砲112門）をエルゼルムに集結させた。2月11日、ロシア軍は市内に突入し、2月16日にエルゼルムは陥落した。作戦中、マフムード・キャーミルの部隊は、兵士の約半数を失い、火砲のほぼ全てを失った。その後、更迭された。